# Кузбасский государственный технический университет
Кузбасский государственный технический университет имени Т. Ф. Горбачёва (КузГТУ) — высшее учебное заведение в г. Кемерово. Образован в 1950 году как Кемеровский горный институт (КГИ). В 1965 году КГИ преобразован в Кузбасский политехнический институт (КузПИ), а с 1993 года в Кузбасский государственный технический университет (КузГТУ). В 2011 году университету присвоено имя Т. Ф. Горбачёва, первого ректора КГИ/КузПИ/КузГТУ.

## Об университете
Студенты КузГТУ обучаются 46 кафедрах по 38 специальностям и 135 направлениям подготовки дополнительного профессионального образования, в ВУЗе 9 программ аспирантуры, 5 специальностей докторантуры. В 2018 году в КузгГТУ работало порядка 600 преподавателей, в том числе 324 кандидата наук и 90 докторов наук. 
Университет имеет филиалы в городах Анжеро-Судженск, Белово, Междуреченск, Новокузнецк, Прокопьевск и Таштагол, обучение ведётся в 19 корпусах (в т.ч. корпуса филиалов), имеет собственные спортивный и учебно-практический комплекс, поликлинику, типографию, лыжную и геодезическую базу.  
В составе университета действуют научно-исследовательские лаборатории: прикладной теплофизики института теплофизики СО РАН (Институт теплофизики им. С. С. Кутателадзе), совершенствования способов разработки угольных месторождений, охраны окружающей среды, процессов и аппаратов очистки воды, геодинамического районирования месторождений полезных ископаемых.
В вузе работают 8 инженерных центров, в том числе: экспертно-научный и проектно-строительный, научно-технический и экспертно-испытательный центр электрооборудования и систем электроснабжения, научно-технический и проектно-экспертный центр по безопасности работ в горнодобывающей промышленности и центр по экспертизе промышленной безопасности. 
Университет обладает лицензиями на проектирование зданий и сооружений, на проведение экспертизы промышленной безопасности, на выполнение геодезических работ, на разработку нормативов выбросов загрязняющих веществ в окружающую среду, на предоставление телематических услуг и услуг передачи данных.
Для продвижения научно-технических разработок и подготовки профессиональных менеджеров в КузГТУ создан Кузбасский региональный межвузовский инновационный центр (КузбассРИЦ). В структуре центра представлены: вуз, академический институт, экспертная организация, машиностроительный завод, научно-исследовательский институт, организация региональной системы поддержки инновационного предпринимательства.
В 2015 году для преподавателей и студентов КузГТУ была введена форма, аналогичная форме горных инженеров XX века и выполненная по эскизам 1976 года. 
Кузбасский государственный технический университет имеет международные связи с вузами и компаниями в США, Германии, Голландии, Швеции, Великобритании, Китае, Монголии и стран ближнего зарубежья. 

## Ректоры
- Горбачёв, Тимофей Фёдорович (1950 год — 1954 год)

Профессор, кандидат технических наук, Герой Социалистического Труда.
- Кокорин, Пётр Иванович (1954 год — 1967 год)

Профессор, кандидат технических наук, Герой Социалистического Труда.
- Кожевин, Владимир Григорьевич (1967 год — 1977 год)

Профессор, кандидат технических наук, Герой Социалистического Труда.
- Сафохин, Михаил Самсонович (1977 год — 1993 год)

Профессор, доктор технических наук, заслуженный деятель науки и техники, член-корреспондент Академии естественных наук РСФСР.
- Курехин, Виктор Вениаминович (1993 год — 2003 год)

Профессор, доктор технических наук, заслуженный деятель науки РФ, академик РАЕН.
- Нестеров, Валерий Иванович (2003 год — декабрь 2008 года)

Профессор, доктор технических наук, академик РАЕН, академик АГН.
- Ещин, Евгений Константинович (декабрь 2008 года — октябрь 2011 года)

Профессор, доктор технических наук.
- Ковалёв, Владимир Анатольевич (октябрь 2011 года — октябрь 2016 года)

Профессор, доктор технических наук.
- Кречетов, Андрей Александрович (октябрь 2016 года — 1 октября 2020 года, с октября 2016 года по декабрь 2018 года - ВрИО)

Доцент, кандидат технических наук.
- Яковлев, Алексей Николаевич (ВрИО c 1 октября 2020 - н.в)

Директор Инженерной школы новых производственных технологий (2017-2020)

## Диссертационные советы
В университете функционируют 2 диссертационных совета, принимающие к защите диссертации на соискание ученой степени кандидата и доктора технических наук по 5 научным специальностям.
- Д 212.102.01
  - 05.05.06 — Горные машины
  - 05.09.03 — Электротехнические системы и комплексы

- Д 212.102.02
  - 25.00.16 — Горнопромышленная и нефтегазопромысловая геология, геофизика, маркшейдерское дело и геометрия недр
  - 25.00.20 — Геомеханика, разрушение горных пород, рудничная аэрогазодинамика и горная теплофизика
  - 25.00.22 — Геотехнология (подземная, открытая и строительная)